# Усадьба Бёкум
Усадьба Бёкум (нем. Haus Böckum) — дворянская усадьба в районе Хукинген города Дуйсбург (Германия, федеральная земля Северный Рейн-Вестфалия).

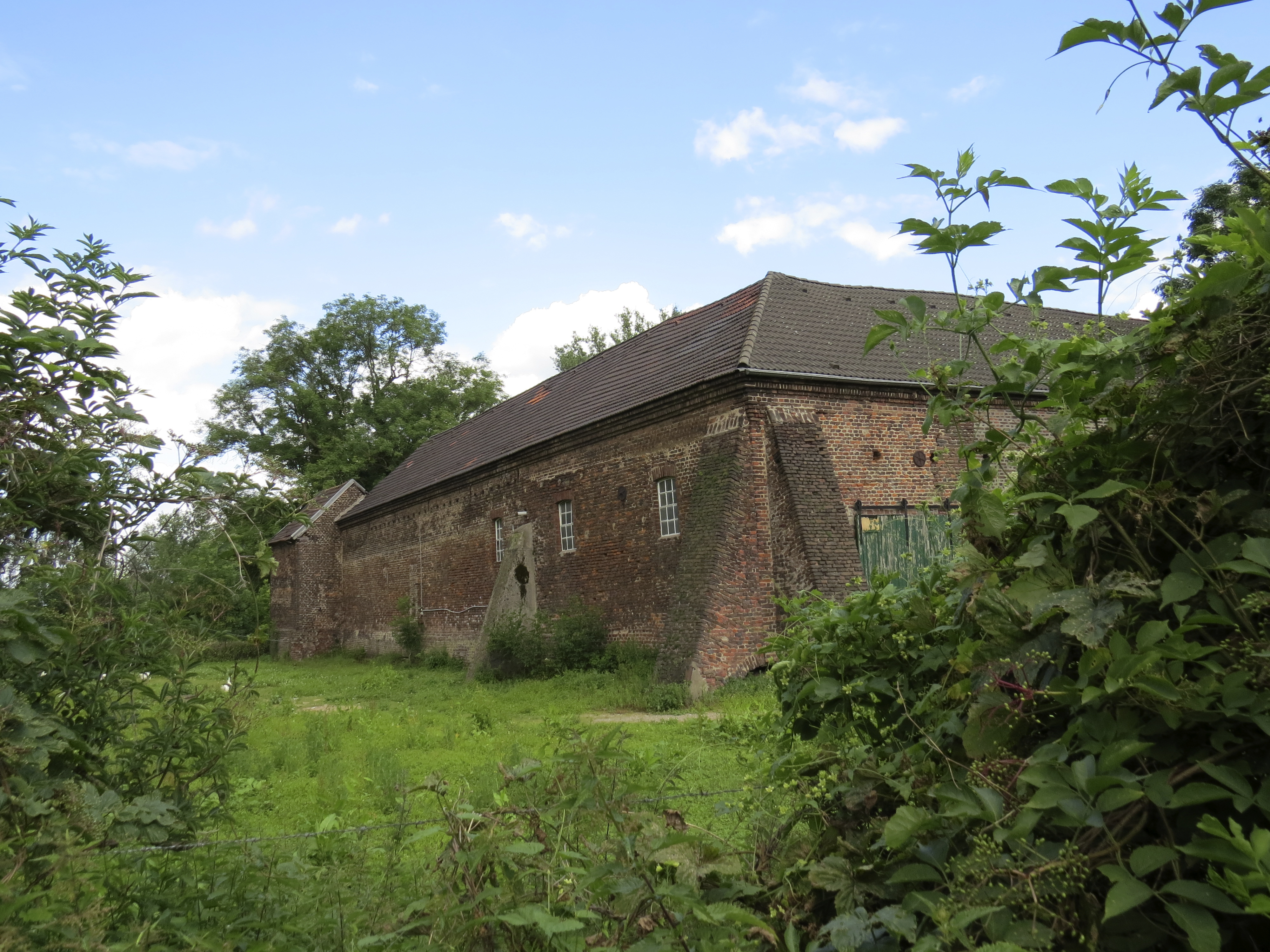
Западный угол усадьбы

Первое письменное упоминание об усадьбе Бёкум датируется 1369 годом, в этом документе приводится имя хозяина усадьбы — Герман фон Зельдунг. С 1402 года усадьба находится во владении семейства Бёкум, по имени которых и получила своё название.

На сегодня усадьба представляет собой квадратный в плане комплекс сооружений открытый с северной стороны. Здания усадьбы сложены из красного кирпича и крыты двухскатными крышами у двух западных зданий и вальмовой крышей у юго-восточного здания. Именно юго-восточное здание, как и подъездной каменный мост являются старейшими сооружениями усадьбы и датируются 1661 годом. Остальные сооружения были построены в XVIII-XIX веках.

С 27 июня 1991 года весь комплекс сооружений усадьбы Бёкум находится под охраной государства как памятник истории и архитектуры.

## Литература

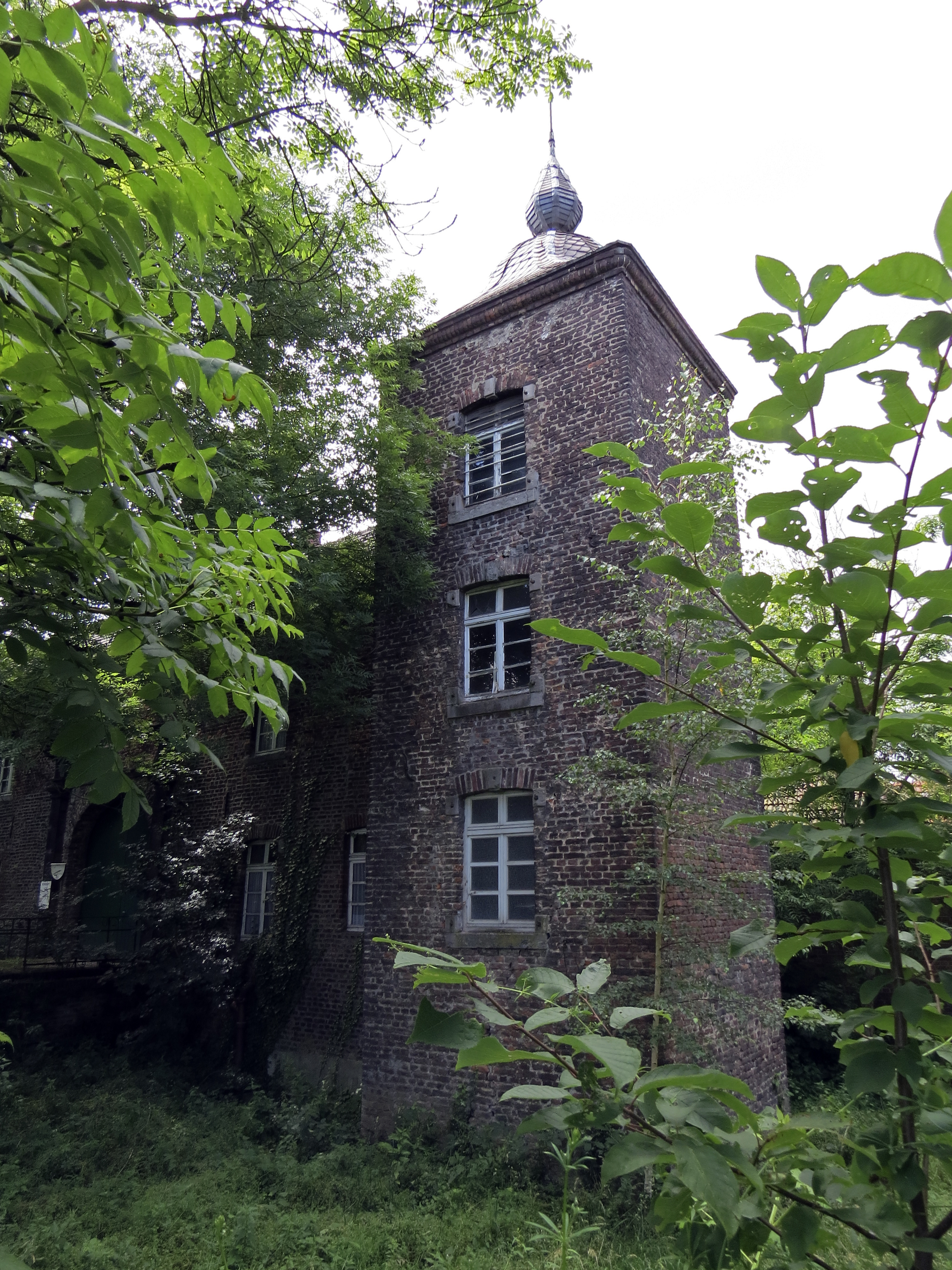
Восточная башня